# Ишим
Иши́м — город в России, административный центр Ишимского района Тюменской области. Расположен на левом берегу реки Ишим (приток Иртыша). Образует муниципальное образование город Ишим со статусом городского округа как единственный населённый пункт в его составе.
Основан в 1687 году как Коркина слобода, с 1782 года — город Ишим.
Население — 67 345 чел. (2025). Общая площадь городских земель — 4610 га. Общая протяжённость улиц и дорог — 232,1 км, из них общая протяжённость асфальтобетонных дорог — 146,1 км. Имеются железнодорожный вокзал, автовокзал.

## Этимология
Город получил своё название по одноимённой реке Ишим.

## История

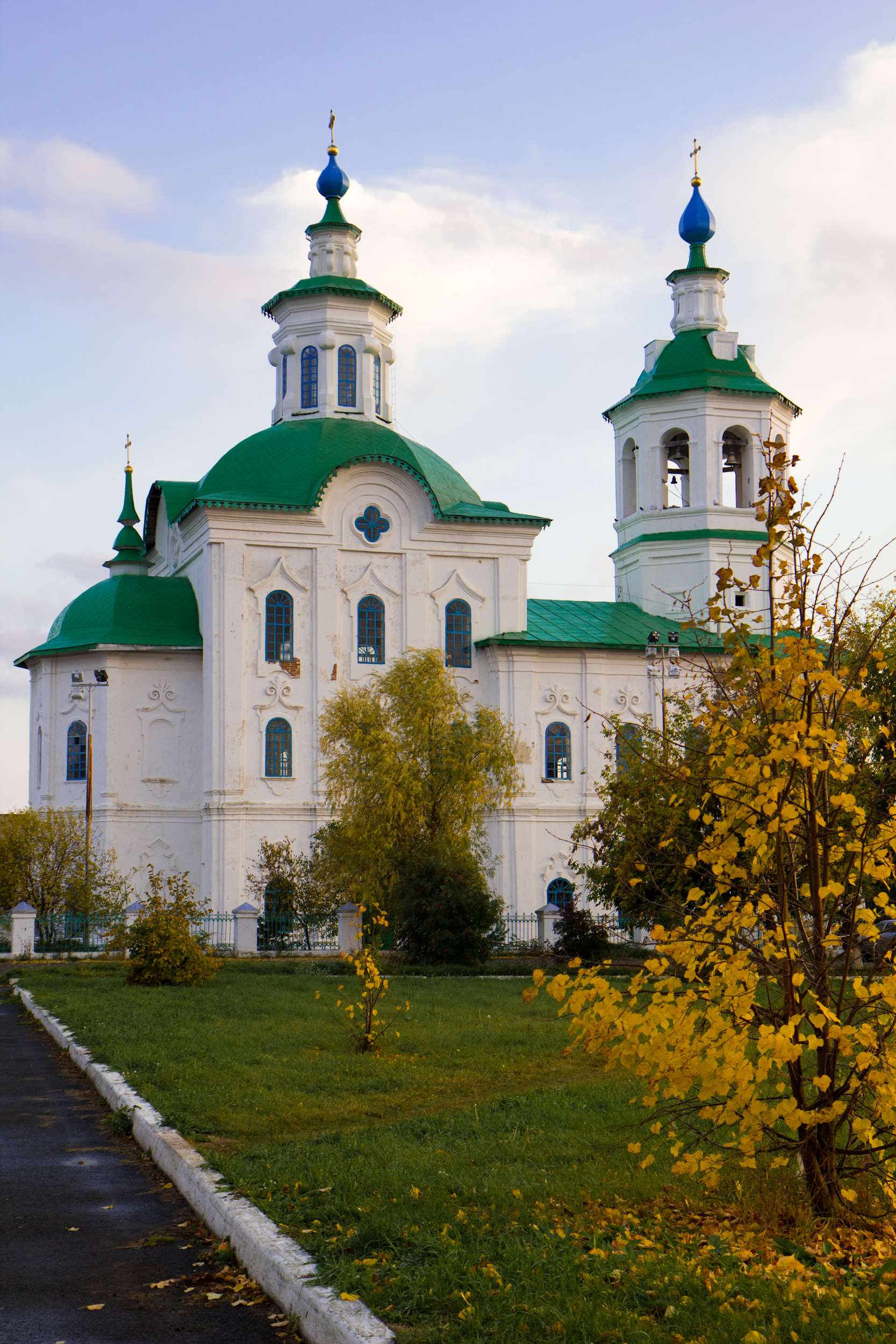
Богоявленский собор. Воздвигнут в 1793 году. Одна из архитектурных достопримечательностей города, первый каменный храм в Ишиме и Приишимье. В нём был крещён известный русский сказочник Пётр Ершов

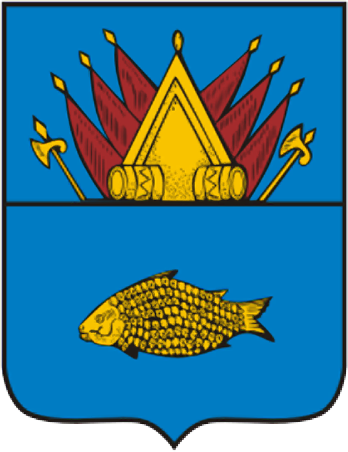
Герб города (1785)

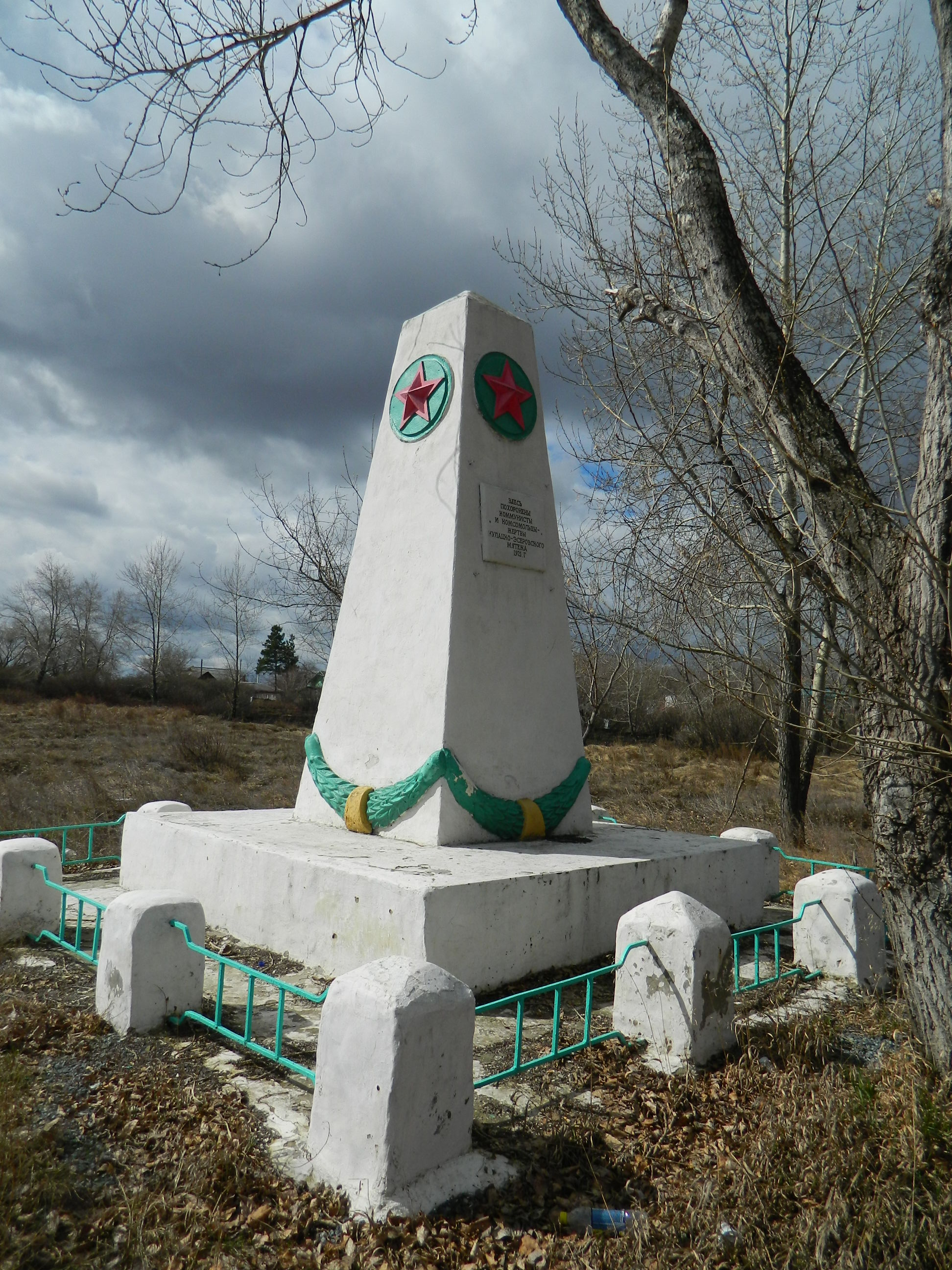
Братская могила жертв Ишимского восстания

Основан в 1687 году как Коркина слобода. Начиная с 1721 года в слободе стала регулярно проводиться Никольская ярмарка.
В 1782 году слобода по указу Екатерины II была переименована в город Ишим, уездный город Ишимского уезда Тобольского наместничества, позднее Тобольской губернии. Название город получил по имени реки, на которой он находится.
Выгодное географическое положение города, находившегося на главном Сибирском тракте, среди наиболее богатых земледельческих и скотоводческих округов Тобольской губернии, обусловило его превращение в крупный центр ярмарочной торговли всей Западной Сибири. В XIX веке в декабре в Ишиме ежегодно проводилась Никольская ярмарка.
21 октября 1875 года открылся Ишимский городской банк. К концу XIX века в Ишиме действовало пять кожевенных, четыре мыловаренных, шесть овчинных, восемь пимокатных, шестнадцать кузнечных, восемь кирпичных, два водочных, два свечесальных, два маслобойных и один пивоваренный завод. В период с 1817 по 1871 годы в городе появляются учебные заведения: уездное училище, приходская школа (открыта 22 августа по старому стилю 1838 года на базе «приготовительного» класса Ишимского уездного училища), женская прогимназия, духовное училище.
В 1913 году по Тюмень-Омской железной дороге (в дальнейшем — Омская железная дорога) через станцию Ишим, расположенную в двух верстах от города, пошли первые поезда.
В 1921 году Ишимский уезд стал центром Западно-Сибирского крестьянского восстания.
С 1918 года по 1923 год Ишим входил в Тюменскую губернию, с 1923 по 1934 год — в Уральскую область (с 3 ноября 1923 года по 1 октября 1930 года — центр Ишимского округа, с 10 июня 1931 года — центр Ишимского района), с 1934 по 1935 год — в Челябинскую область, с 1935 по 1944 год — в Омскую область, а с 14 августа 1944 года и по настоящее время — в состав Тюменской области.
17 сентября 1928 года в черту города включены посёлки Алексеевский и Новосеребрянниковский (Новосеребрянский). С 21 февраля 1940 года Ишим — город областного значения. 19 октября 1956 года в административное подчинение горсовета переданы деревня Серебрянка и городская часть деревни Жиляковка. 11 октября 1973 года в черту города включены село Дымковка и деревня Смирновка.
В годы Великой Отечественной войны в Ишиме разместились несколько эвакуированных предприятий.
Возле города расположен аэродром РОСТО.
Город Ишим награждён орденом «Знак Почёта» в соответствии с Указом Президиума Верховного Совета СССР от 10 августа 1982 года.
В 1990 году постановлением коллегии Министерства культуры РСФСР № 12 от 19.02.1990, постановлением Госстроя РСФСР № 3 от 28.02.1990 и постановлением Центрального совета ВООПИК № 12/162 от 16.02.1990 года город Ишим был утверждён в списке исторических населённых мест РСФСР.

## Физико-географические характеристики
Город Ишим расположен на левом берегу реки Ишим (левый приток Иртыша) в лесостепной зоне Западной Сибири (в пределах Ишимской равнины). Отметка нуля водомерного поста реки Ишим в городе Ишиме - 69,54 м (над уровнем моря).
В окрестностях города расположен памятник природы федерального значения — Синицинский бор. С севера город ограничен правым берегом реки Карасуль.
Важный транспортный узел: через город проходит Транссибирская железнодорожная магистраль, автомобильная дорога федерального значения Р402 (Тюмень — Омск), автомобильная дорога Р403 (Ишим — Петропавловск (Казахстан))

### Климат
Климат умеренный континентальный. Абсолютный температурный максимум в Ишиме составляет 39,0 °C и был зафиксирован 12 июля 2023 года, а абсолютный температурный минимум составил −51,1 °C и был зафиксирован в декабре 1968 года. Летом средняя температура составляет 17 °C, а зимой −16,7 °C. Наименьшее количество осадков выпадает в марте и составляет в среднем 13,0 мм, а наибольшее в июле (67,0 мм). В среднем за год в Ишиме выпадает около 397,0 мм осадков.
- Среднегодовая относительная влажность воздуха — 73 %. Среднемесячная влажность — от 58 % в мае до 81 % в ноябре.
- Среднегодовая скорость ветра — 3,2 м/с. Среднемесячная скорость — от 2,6 м/с в июле и августе до 3,7 м/с в апреле[12].

| Показатель              | Янв.  | Фев.  | Март | Апр. | Май  | Июнь | Июль | Авг. | Сен. | Окт.  | Нояб. | Дек.  | Год   |
| ----------------------- | ----- | ----- | ---- | ---- | ---- | ---- | ---- | ---- | ---- | ----- | ----- | ----- | ----- |
| Абсолютный максимум, °C | 3,9   | 4,0   | 14,2 | 30,6 | 36,5 | 38,0 | 38,0 | 36,5 | 32,4 | 24,8  | 16,0  | 4,1   | 38,0  |
| Средняя температура, °C | −16,2 | −15,2 | −7,6 | 3,2  | 11,7 | 17,5 | 19,0 | 16,2 | 9,9  | 3,2   | −7,4  | −13,9 | 1,7   |
| Абсолютный минимум, °C  | −47,3 | −46,3 | −42  | −29  | −12  | −2,8 | 1,4  | −3,3 | −9,3 | −29,6 | −40,3 | −51,1 | −51,1 |
| Норма осадков, мм       | 19    | 14    | 14   | 21   | 36   | 47   | 63   | 57   | 44   | 29    | 26    | 23    | 393   |
| Источник: meteo.ru.     |       |       |      |      |      |      |      |      |      |       |       |       |       |

| Показатель                    | Янв.  | Фев.  | Март  | Апр. | Май  | Июнь | Июль | Авг. | Сен. | Окт. | Нояб. | Дек.  | Год  |
| ----------------------------- | ----- | ----- | ----- | ---- | ---- | ---- | ---- | ---- | ---- | ---- | ----- | ----- | ---- |
| Средний суточный максимум, °C | −13,8 | −12,5 | −4,2  | 7,5  | 17,1 | 22,7 | 24,3 | 20,9 | 15,4 | 5,3  | −4,8  | −10,6 | 5,6  |
| Средняя температура, °C       | −18,3 | −17,2 | −9,3  | 2,6  | 11,0 | 16,8 | 18,9 | 15,8 | 10,2 | 1,5  | −8,6  | −14,8 | 0,7  |
| Средний суточный минимум, °C  | −22,7 | −21,9 | −14,2 | −2,2 | 5,0  | 10,9 | 13,6 | 10,7 | 5,3  | −2,2 | −12,3 | −18,9 | −4,1 |
| Норма осадков, мм             | 17    | 13    | 12    | 25   | 31   | 57   | 70   | 57   | 40   | 31   | 24    | 18    | 395  |
| Источник: ru.climate-data.org |       |       |       |      |      |      |      |      |      |      |       |       |      |

### Часовой пояс
Ишим, как и вся Тюменская область, находится в часовой зоне МСК+2. Смещение применяемого времени относительно UTC составляет +5:00.

## Население
| 1856    | 1897    | 1913    | 1931    | 1939    | 1959    | 1967    | 1970    | 1973    | 1976    | 1979    |
| ------- | ------- | ------- | ------- | ------- | ------- | ------- | ------- | ------- | ------- | ------- |
| 2500    | ↗7153   | ↗15 200 | ↗18 200 | ↗30 976 | ↗47 793 | ↗48 000 | ↗56 162 | ↗57 000 | ↗62 000 | ↗62 522 |
| 1982    | 1986    | 1987    | 1989    | 1992    | 1996    | 1998    | 2000    | 2001    | 2002    | 2003    |
| ↘62 000 | ↗65 000 | →65 000 | ↗66 373 | ↘65 800 | ↗67 400 | ↘63 200 | ↘61 900 | ↘61 400 | ↗67 757 | ↗67 800 |
| 2005    | 2006    | 2007    | 2008    | 2009    | 2010    | 2011    | 2012    | 2013    | 2014    | 2015    |
| ↘65 500 | ↘64 800 | ↘64 300 | ↘64 000 | ↗64 021 | ↗65 243 | ↘65 230 | ↘64 883 | ↗64 897 | ↗65 002 | ↗65 289 |
| 2016    | 2017    | 2018    | 2019    | 2020    | 2021    | 2025    |         |         |         |         |
| ↗65 521 | ↘65 259 | ↘65 142 | ↘64 653 | ↘64 414 | ↗67 614 | ↘67 345 |         |         |         |         |

На 1 января 2025 года по численности населения город находился на 237-м месте из 1124 городов Российской Федерации.

## Экономика
На территории Ишима расположены следующие промышленные предприятия:
- Ишимский машиностроительный завод (бывший автоприцепный завод, перевезён в годы Великой Отечественной войны из Ленинграда, обанкротился в 2016 году, комплекс завода приобретён «Уральскими кондитерами» для расширения Ишимской кондитерской фабрики)
- Завод «Ишимсельмаш» (не существует с 2008 года)
- Ишимский механический завод (ремонт железнодорожного транспорта, производство запчастей к тепловозам)
- Ишимское управление магистральных нефтепроводов
- Завод ЖБИ «Ишимский»
- Ишимский мясокомбинат (в составе Агрохолдинга «Юбилейный»)

- Кондитерская фабрика «Слада»
- Комбинат хлебопродуктов
- Молочный комбинат «Ишимский»
- Ишимский винно-водочный завод
- Хлебозавод «Ишимский»
- Завод безалкогольных напитков «Полярис»
- Асфальтобетонный завод
- Ишимская пивоваренная компания

### Транспорт

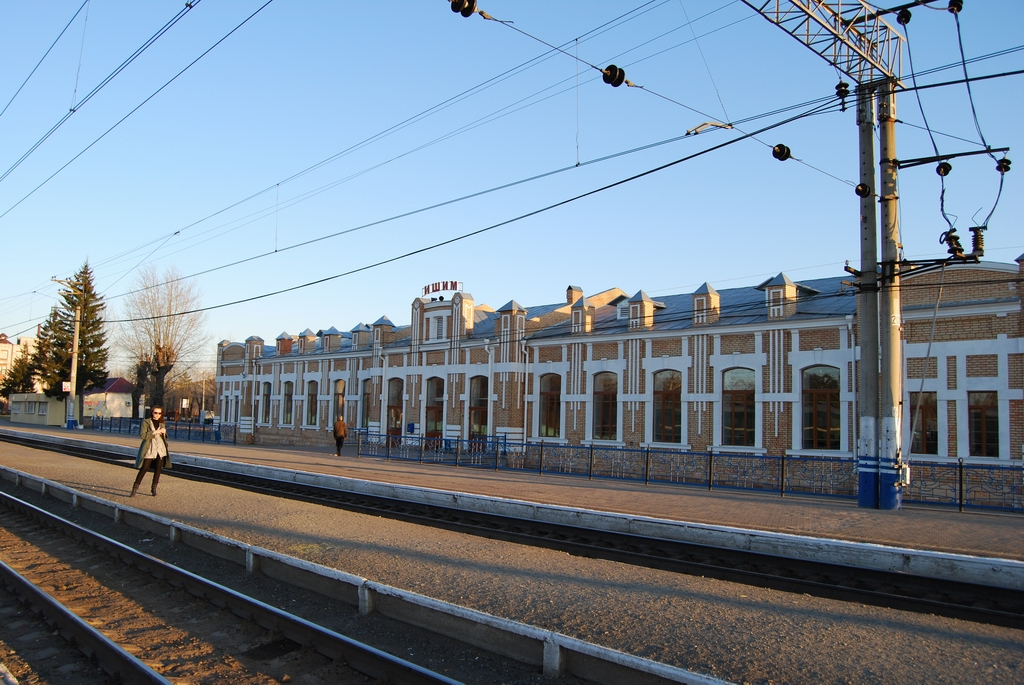
Железнодорожный вокзал

В городе работает автобусный транспорт и маршрутки. Ишим — железнодорожная станция Тюменского отделения Свердловской железной дороги. Через железнодорожный вокзал проходят поезда дальнего следования и электрички.

## Культура

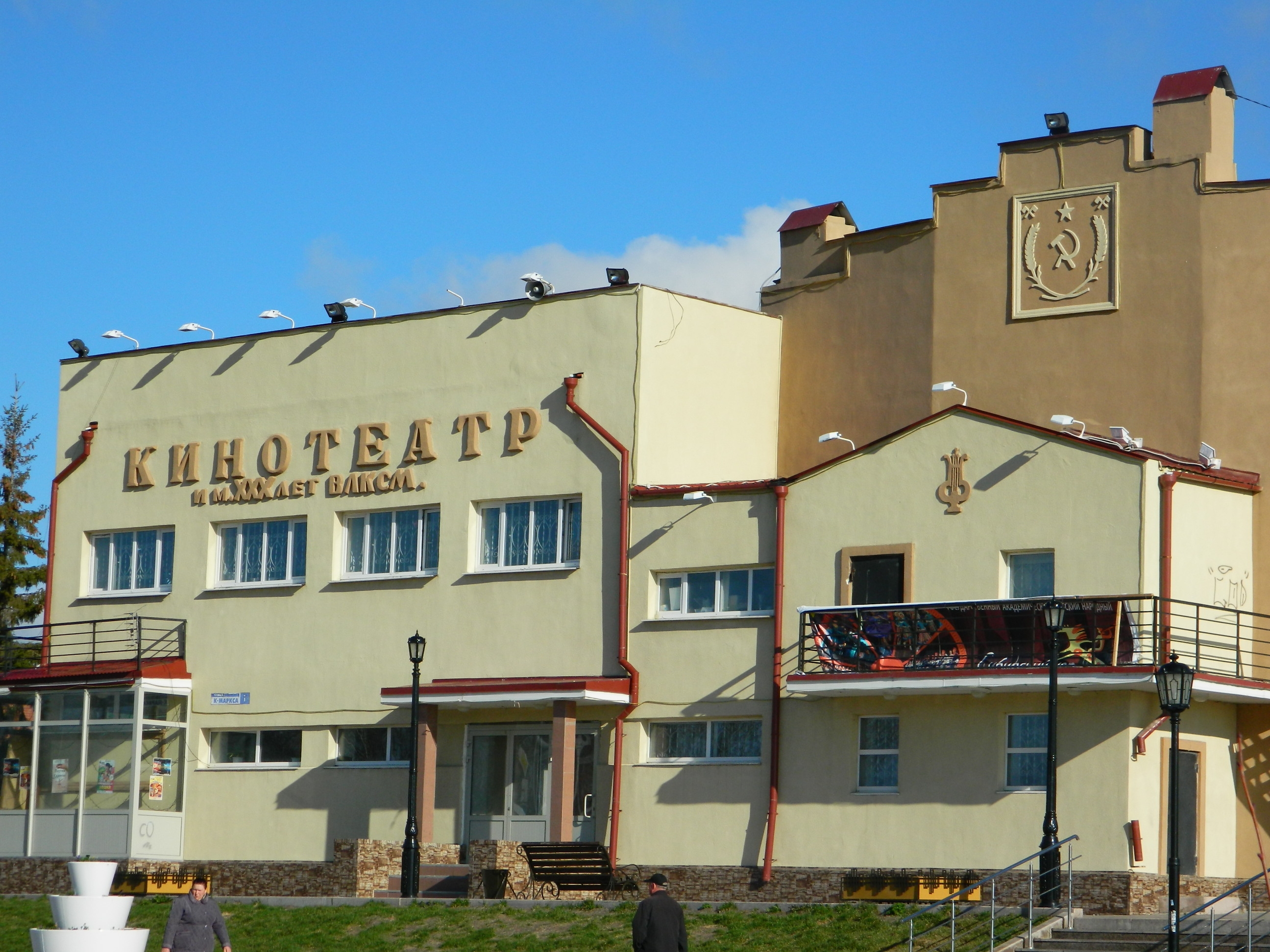
Кинотеатр им. 30-летия ВЛКСМ

Действуют спортивно-оздоровительный комплекс «Локомотив» (включает стадион с искусственным газоном), спортивно-оздоровительный комплекс «Центральный» (бассейн и стадион), авиационно-спортивный клуб, конно-спортивный клуб, спортивная школа. В Ишиме работают Ишимский музейный комплекс им. П. П. Ершова (включает в себя музей «Городская управа», музей П. П. Ершова и Арт-галерею), объединение «Ишимский городской культурный центр» (в его составе: дворец культуры, киноконцертный зал им. 30-летия ВЛКСМ, дом национальных культур и ремёсел), культурно-развлекательный комплекс «Авалон», 6 библиотек, детская школа искусств, детская художественная школа, цирковая студия «Мечта» (в её составе народный театр), детская школа искусств «Мир талантов», центр дополнительного образования детей города Ишима.

## Средства массовой информации
В городе представлены издания:
- Печатные: «Ишимская правда», «Ишимский купец», «Ишимский плацдарм», «Интерес».
- Электронные: «ishimka.ru», «vishime.ru», «ишим-издатъ.рф»

Действуют две телевизионные компании «Ишим-ТВ» и «Штурман-Медиа».
Телевидение
- Первый канал
- Россия 1 / ГТРК «Регион-Тюмень»
- ТВ Центр
- НТВ
- Пятый канал
- РЕН ТВ
- ТНТ
- СТС
- Тюменское время - Ишимское время
- Продвижение - Ишим ТВ

Радиостанции
- 96,4 FM — Маруся FM
- 98,4 FM — Новое радио
- 99,2 FM — Радио Сити
- 99,6 FM — Comedy Radio
- 100,0 FM — DFM
- 100,5 FM — Европа Плюс
- 101,0 FM — Радио Шансон
- 101,7 FM — Love Radio
- 102,5 FM — Русское радио
- 102,9 FM — Радио Рекорд
- 103,4 FM — Авторадио
- 104,0 FM — Радио 7 (Тюмень)
- 104,9 FM — Радио Вера
- 105,6 FM — Ретро FM
- 106,1 FM — Радио Дача
- 107,0 FM — Наше радио
- 107,8 FM — Радио России / ГТРК Регион-Тюмень

## Образование
В городе 16 дошкольных образовательных учреждений; 15 общеобразовательных учреждений; 1 учреждение начального профессионального образования; 4 средних специальных учебных заведения; педагогический институт.

## Здравоохранение
- Областная больница № 4
- Детский костно-туберкулёзный санаторий (закрыт)
- Пансионат «Ишимский»

## Особо охраняемые природные территории
Региональные памятники природы:
- Народный парк (72 га)
- Берёзовая роща (15 га)

## Достопримечательности

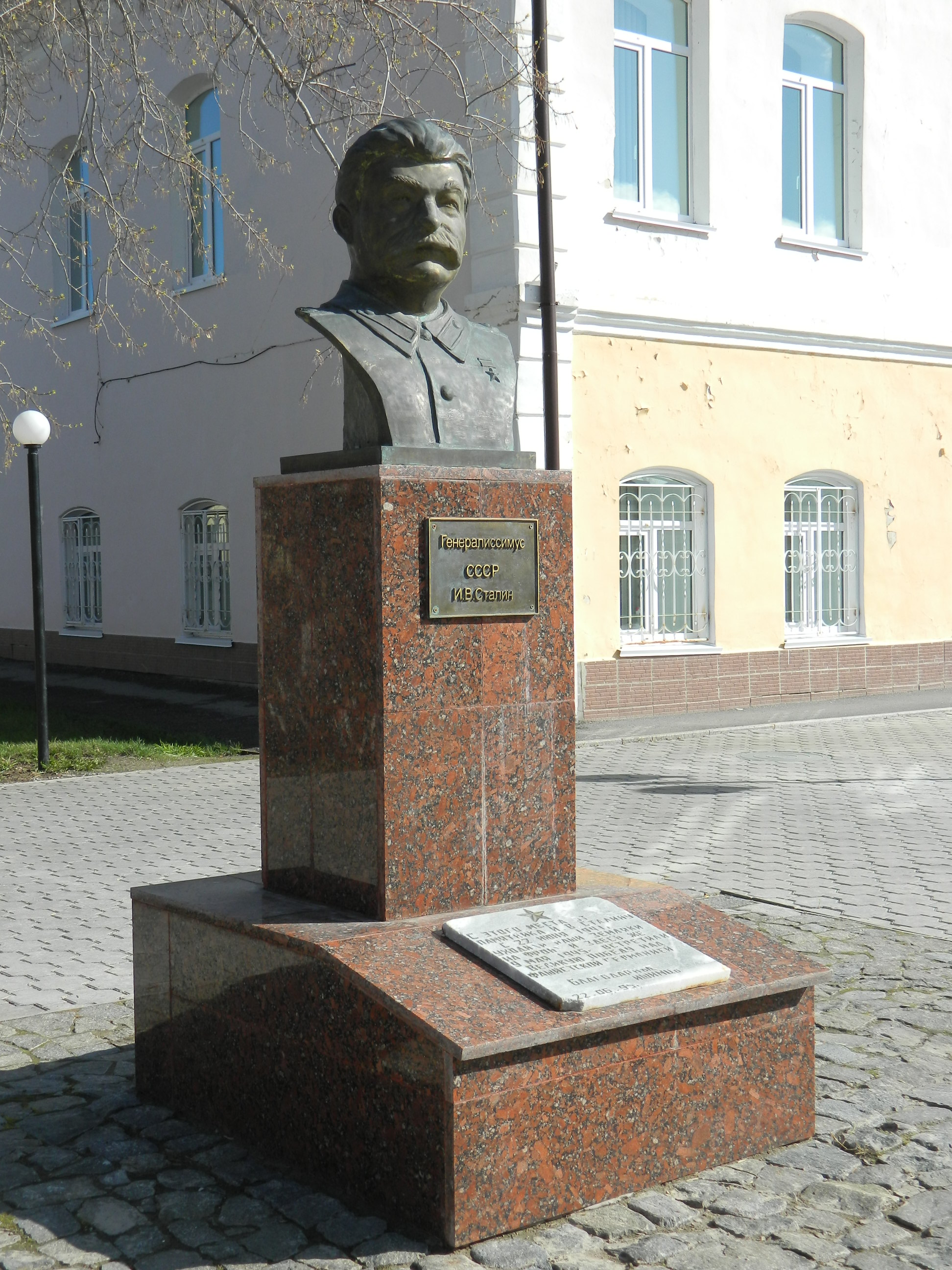
Бюст И. В. Сталина (в 1903 году революционер Иосиф Джугашвили три дня находился в пересыльной тюрьме Ишима по пути в туруханскую ссылку)

- Богоявленский собор — памятник архитектуры федерального значения, место крещения П. П. Ершова, построен в 1775—1814 гг.
- Ишимский историко-художественный музей.
- Музей П. П. Ершова с единственной в стране экспозицией, рассказывающей о жизни и творчестве автора сказки «Конёк-Горбунок».
- Дом Постникова, памятник деревянной архитектуры 19-го века (ныне — детская библиотека).
- На Октябрьской площади города Ишима установлен отреставрированный в наши дни памятник Сталину.
- За городом расположен Синицинский бор — лесной массив с участками реликтового леса и редкими видами растений. В ближнем и дальнем Приишимье расположены уникальные охотничьи угодья (район озера Мергень и др.), озёра с минерализованной водой, источники минеральных вод.

## Мэры Ишима
- Рейн Виктор Александрович, 1991—2007 годы
- Путмин Сергей Геннадьевич, 2007—2012 годы
- Шишкин Фёдор Борисович, с 2012 года

## Города-побратимы
- Гранд-Форкс, Северная Дакота (США, с 1984 по 1994 год)
- Суровикино, Волгоградская область (с 2017 год)[43]